# Биркјир Бјарнасон
Биркјир Бјарнасон (исл. Birkir Bjarnason‎‎; Акирејри, 27. мај 1988) професионални је исландски фудбалер који примарно игра у средини терена на позицији средњег везног играча.

## Клупска каријера
Бјарнасон је почео да тренира фудбалу још као дечак у клубовима из родног града, а професионалну каријеру започиње у Норвешкој где су се његови родитељи преселили 1999. године. У лето 2005. прелази у омладински погон Викинга из Ставангера, екипе за чији први тим дебитује већ наредне сезоне. Сезону 2008. је провео као позајмљен играч у екипи Боде/Глимта. По повратку са позајмице још три сезоне је играо за екипу Викинга, пре него што јеу јануару 2012. променио средину и потписао петогодишњи уговор са белгијским Стандардом из Лијежа. 
Међутим како није успео да се избори за статус првотимца у белгијском тиму, свега шест месеци након доласка у клуб, одлази на једногодишњу појазмицу у италијанску Пескару са којом по истеку уговора о позајмици потписује и уговор. У Италији остаје још две сезоне, а потом одлази у Швајцарску и потписује трогодишњи уговор са екипом Базела. 
За две сезоне проведене у Базелу, са клубом је освојио две титуле националног првака и један трофеј националног купа. 
Током јануара 2017. потписује троипогодишњи уговор са енглеским премијерлигашем Астон Вилом вредан око 2 милиона евра.  

## Репрезентативна каријера
Пре дебија у сениорском тиму, Бјарнасон је играо за све млађе репрезентативне селекције Исланда. За сениорску репрезентацију Исланда дебитовао је 29. маја 2010. у пријатељској утакмици са селекцијом Андоре, док је први погодак постигао две године касније у поразу од Француске 2:3 у пријатељском сусрету. 
Прво велико такмичење на ком је наступио било је Европско првенство 2016. у Француској. Бјарнасон је на том првенству постигао два гола, укључујући и први погодак Исланда у историји на великим такмичењима, који је постигао на првој утакмици са Португалијом.   
Две године касније селектор Хејмир Халгримсон уврстио га је на списак играча за Светско првенство 2018. у Русији, где је одиграо све три утакмице за Исланд у групи Д против Аргентине (1:1), Нигерије (0:2) и Хрватске (1:2). 

### Голови за репрезентацију
| №   | Датум               | Место      | Ривал       | Гол. | Рез. | Такмичење                  |
| --- | ------------------- | ---------- | ----------- | ---- | ---- | -------------------------- |
| 1.  | 27. мај 2012.       | Валансјен  | Француска   | 1:0  | 2:3  | Пријатељска утакмица       |
| 2.  | 12. октобар 2012.   | Тирана     | Албанија    | 1:0  | 2:1  | Квалификације за СП. 2014. |
| 3.  | 7. јун 2013.        | Рејкјавик  | Словенија   | 1:1  | 2:4  | Квалификације за СП. 2014. |
| 4.  | 10. септембар 2013. | Рејкјавик  | Албанија    | 1:1  | 2:1  | Квалификације за СП. 2014. |
| 5.  | 28. март 2015.      | Астана     | Казахстан   | 2:0  | 3:0  | Квалификације за ЕП 2016.  |
| 6.  | 28. март 2015.      | Астана     | Казахстан   | 3:0  | 3:0  | Квалификације за ЕП 2016.  |
| 7.  | 14. јун 2016.       | Сент Етјен | Португалија | 1:1  | 1:1  | Европско првенство 2016.   |
| 8.  | 3. јул 2016.        | Сен Дени   | Француска   | 2:5  | 2:5  | Европско првенство 2016.   |
| 9.  | 6. октобар 2017.    | Ескишехир  | Турска      | 2:0  | 3:0  | Квалификације за СП 2018.  |
| 10. | 11. октобар 2018.   | Генган     | Француска   | 1:0  | 2:2  | Пријатељска утакмица       |

## Успеси и признања
ФК Базел
- Швајцарска Суперлига (2): 2015/16, 2016/17.
- Куп Швајцарске (1): 2016/17.